# Bayi-Brikolo
Bayi-Brikolo es un departamento de la provincia de Haut-Ogooué en Gabón. En octubre de 2013 presentaba una población censada de 1998 habitantes. Su chef-lieu es Aboumi.
Se encuentra ubicado al este del país, en la zona del curso alto del río Sébé. Su territorio es fronterizo con la República del Congo.

## Subdivisiones
Contiene tres subdivisiones de tercer nivel (población en 2013):
- Comuna de Aboumi (1050 habitantes)
- Cantón de Kolo (261 habitantes)
- Cantón de Bayi (687 habitantes)